# Marton, Lincolnshire
Marton är en ort och civil parish i Storbritannien.   Den ligger i grevskapet Lincolnshire och riksdelen England, i den sydöstra delen av landet, 200 km norr om huvudstaden London. Marton ligger 8 meter över havet och antalet invånare är 616.
Terrängen runt Marton är platt.Runt Marton är det ganska tätbefolkat, med 104 invånare per kvadratkilometer. Närmaste större samhälle är Lincoln, 16,4 km sydost om Marton. Trakten runt Marton består till största delen av jordbruksmark.